# 1777 en santé et médecine
| Années de la santé et de la médecine : 1774 - 1775 - 1776 - 1777 - 1778 - 1779 - 1780    |
| Décennies de la santé et de la médecine : 1740 - 1750 - 1760 - 1770 - 1780 - 1790 - 1800 |

Cet article présente les faits marquants de l'année 1777 en santé et médecine.

## Événements
- 10 avril : en France, édit royal stipulant que les épiciers et toutes autres personnes que les apothicaires ne pourront « fabriquer, vendre et débiter aucuns sels, compositions, ou préparations entrantes dans le corps humain en forme de médicament[1]. » Cette déclaration sépare les apothicaires des épiciers, crée le Collège de pharmacie, limite la formation à 8 ans, remplace les maîtres-apothicaires par des maîtres en pharmacie[2].
- Claude-Louis Berthollet (1748-1822) met au point l'eau de Javel. Une usine est construite dans le village de Javel, près de Paris.

## Prix
- Médaille Copley de la Royal Society : John Mudge (1721-1793), médecin britannique et fabricant de miroir de télescopes.

## Naissances
- 8 février : Bernard Courtois (mort en 1838), salpêtrier et chimiste français.
- 30 mars : Heinrich Rudolph Schinz (mort en 1861), médecin et zoologiste suisse.
- 29 avril : Louis Benoît Guersant (mort en 1848), médecin et botaniste qui a donné son nom à la rue Guersant, dans le 17e arrondissement de Paris.
- 2 octobre : Jacques-Mathieu Delpech (mort en 1832), médecin français.

Date à préciser
- Antoine Germain Labarraque (mort en 1850), chimiste et pharmacien français.

## Décès
- 22 juin : Johann Friedrich Cartheuser (né en 1704), médecin allemand, professeur de chimie et de pathologie à Francfort-sur-l'Oder.
- 18 août : Johann Christian Erxleben (né en 1744), médecin et naturaliste allemand[3].
- 6 novembre : Bernard de Jussieu (né en 1699), médecin et botaniste français.
- 7 décembre : Albrecht von Haller (né en 1708), anatomiste et physiologiste suisse.